# رسالة إلى السيد دايسير

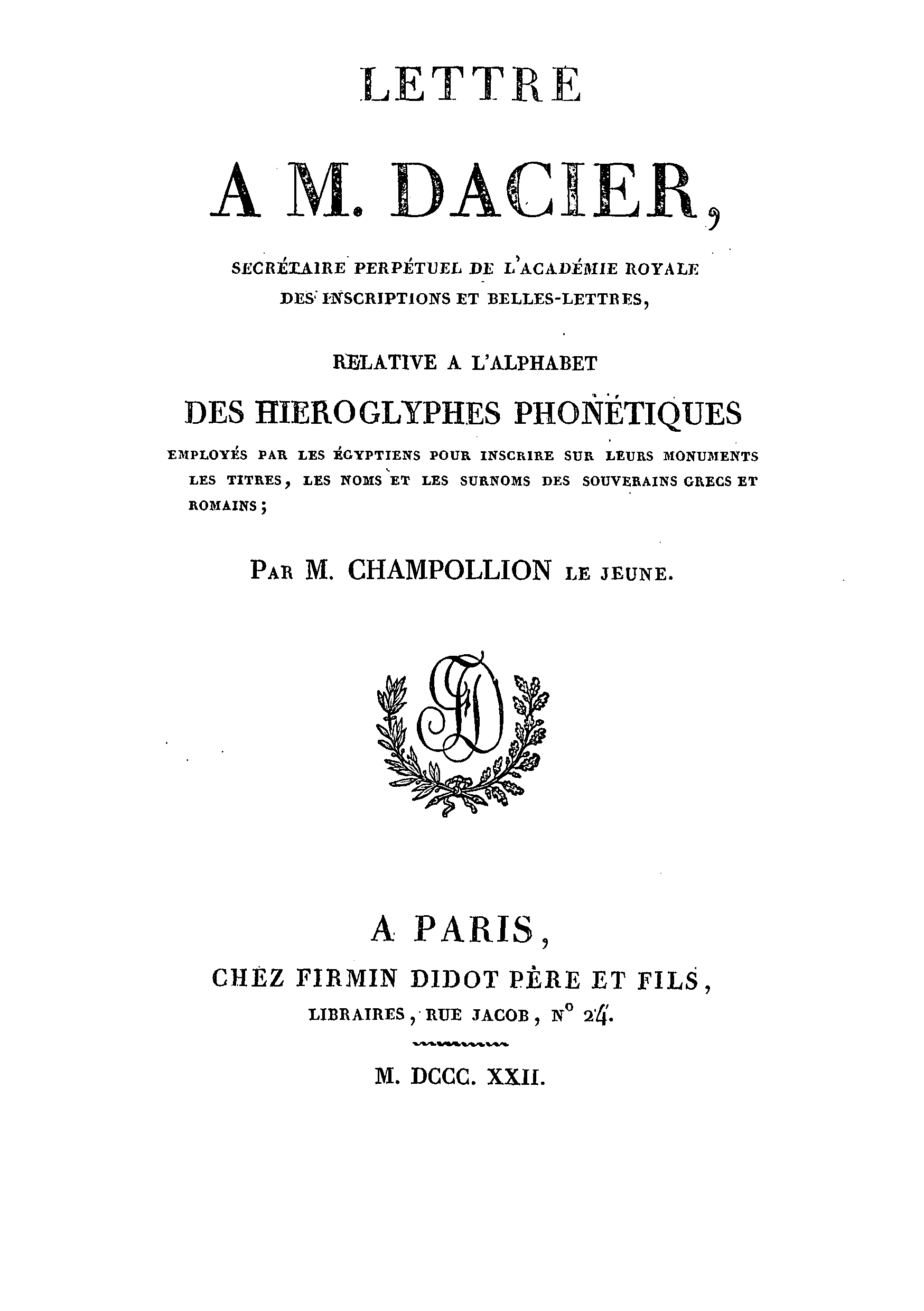
غلاف الطبعة الأولى من كتاب رسالة إلى السيد دايسير للكاتب جان فرانسوا شامبليون.

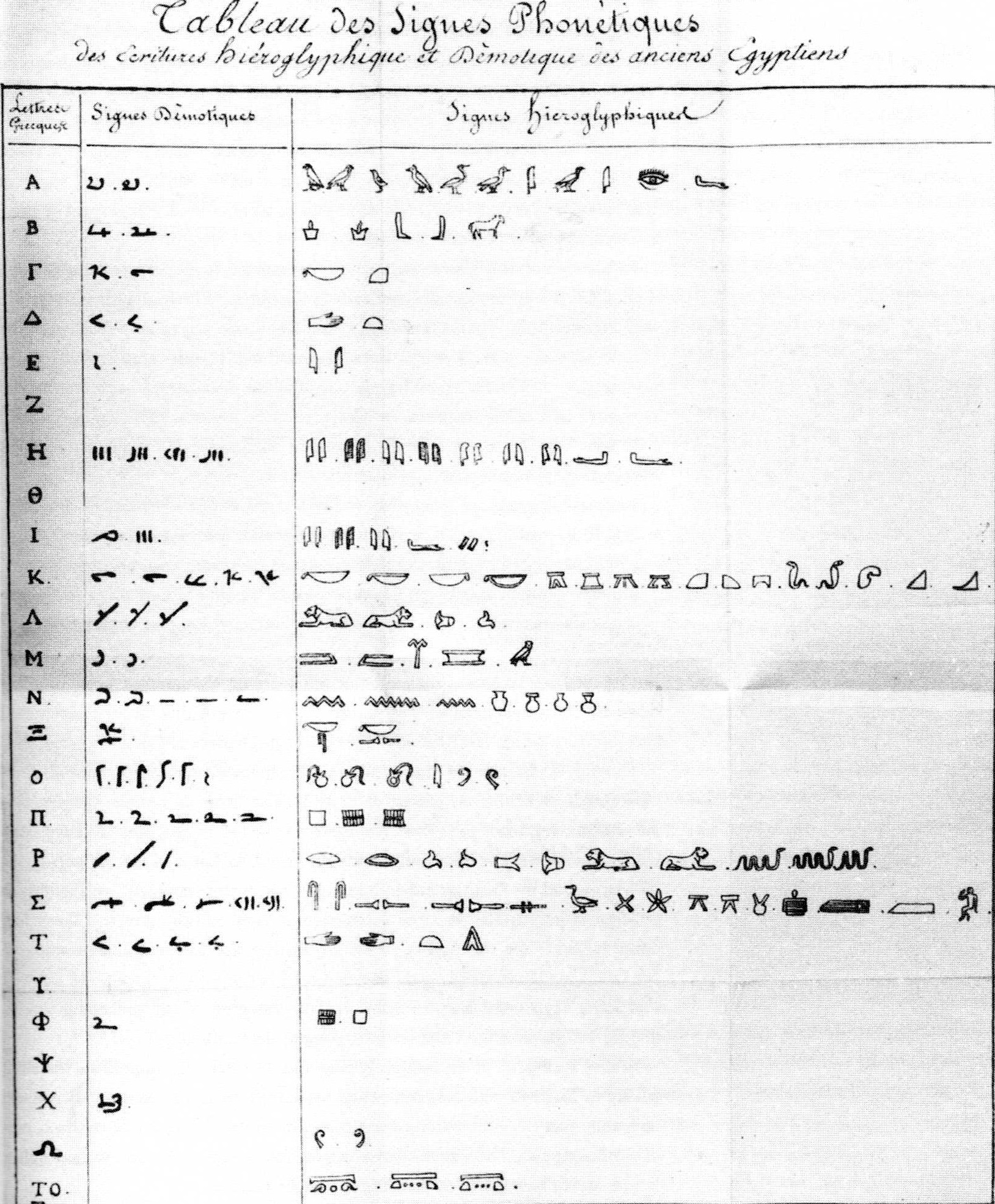
جدول الحروف الصوتية القبطية والديموطيقية والهيروغليفية التي تظهر كتوضيح في رسالة إلى السيد دايسير

رسالة إلى السيد دايسير (العنوان الكامل: Lettre à M. Dacier relative à l'alphabet des hiéroglyphes phonétiques: «رسالة إلى السيد دايسير بشأن أبجدية الحروف الهيروغليفية الصوتية») هي رسالة علمية في شكل رسالة أرسلها عام 1822 عالم المصريات جان فرانسوا شامبليون إلى بون جوزيف دايسير، سكرتير الأكاديمية الفرنسية للنقوش وآخرون. بيل ليتر إنه النص التأسيسي الذي استند إليه شامبليون في فك رموز الهيروغليفية المصرية القديمة بشكل منهجي، إلى حد كبير على أساس حجر رشيد متعدد اللغات.

## تاريخ
في 14 سبتمبر 1822، أثناء زيارته لأخيه جاك جوزيف، وهو مؤيد كبير لأفكاره، حقق شامبليون تقدمًا مهمًا في فهم الطبيعة الصوتية للكتابة الهيروغليفية وأعلن، " Je tiens l'affaire!"(«لقد حصلت عليه!») ثم أغمي عليه من حماسه.
في 27 سبتمبر 1822، عرض في اكاديمية النقوش والحسناء- ليتر مسودة تحتوي على ثماني صفحات من النص إلى غرفة مكتظة. تم نشر النسخة النهائية في أواخر أكتوبر 1822 بواسطة فيرمين ديدوت في كتيب من 44 صفحة بأربع لوحات مصورة.

## العرض في متحف اللوفر
في الذكرى 150 للخطاب في أكتوبر 1972، تم عرض حجر رشيد بجانبه في متحف اللوفر في باريس.

## النص الفرنسي للرسالة
«إنه نظام معقد، يكتب مجازيًا ورمزيًا ولفظيًا في آن واحد، في نفس النص، نفس العبارة، تقريبًا في نفس الكلمة».
جان فرانسوا شامبليون، رسالة إلى السيد دايسير.